# Heaviside (cráter marciano)
Heaviside es un cráter de impacto situado en el cuadrángulo Mare Australe de Marte. Sus coordenadas son 70.7°S de latitud y 95.3°O de longitud. Tiene 87,4 km de diámetro y fue nombrado en memoria del físico y matemático británico Oliver Heaviside (1850-1925), siendo la denominación aprobada en 1973 por la Unión Astronómica Internacional (UAI).

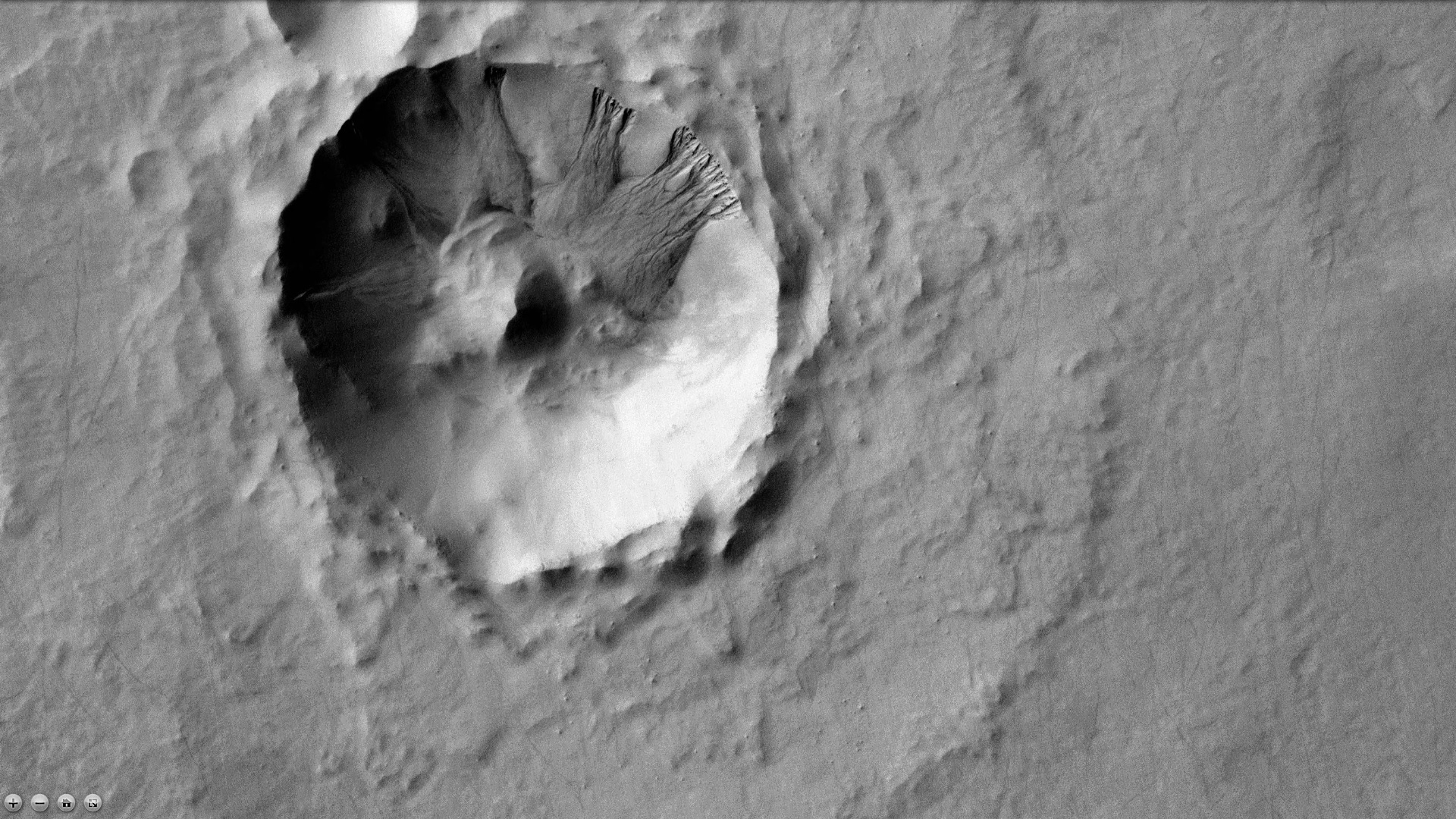
Cauces en un cráter situado en el interior de Heaviside (Imagen de la cámara CTX a bordo del Mars Reconnaissance Orbiter). Nota: ampliación de la imagen izquierda.

| [[File:Wikiheaviside.jpg\|1200px\|alt={{{Alt\|{{{descripción}}}]]                                                                                         |
| Cráter Heaviside, fotografía de la cámara CTX a bordo del Mars Reconnaissance Orbiter. Centro del cráter (El norte, hacia la izquierda de la fotografía). |